# Fernando Fernández Escribano
Fernando Fernández teljes nevén Fernando Miguel Fernández Escribano, (Málaga, 1979. június 2. –) spanyol labdarúgókupa győztes focista, majd edző. Magyarországon 2012 és 2013 között a Diósgyőri VTK játékosa volt, edzőként pedig 2018-tól  2019-ig irányította a klubot, amit kétszer is benntartott az élvonalban.

## Pályafutása

### Klubcsapatban

#### Real Madrid
Fernando Fernández az andalúziai Málaga városában született. 1998-ban került a Real Madrid csapatához, ahol először a C csapatnál számítottak a játékára. A Real Madrid Castillában 36 bajnoki találkozón 11 gólt szerzett, és az 1999–2000-es spanyol bajnokság során egy alkalommal az első csapatban is pályára lépett egy Real Zaragoza elleni bajnokin. A Real 1–0-ra nyert, Fernando végigjátszotta a találkozót. 2000 és 2002 között kölcsönben a Valladolidban szerepelt, ahol 58 bajnokin húsz gólt szerzett. 	 

#### Betis
2002 nyarán az élvonalbeli Real Betis csapatához írt alá. A 2002–2003-as bajnokságban tizenötször volt eredményes és megnyerte csapatával a 2004–05-ös Spanyol Kupát. 2008. június 27-én aláírt nevelőklubjához, a Málagához.

#### Málaga
2009. szeptember 23-án mutatkozott be a csapatban egy Espanyol elleni bajnokin. Első szezonjában nem jutott sok lehetőséghez, mindössze öt bajnokin játszott. Az új vezetőedző, Jesualdo Ferreira több lehetőséget adott neki a 2010-11-es bajnokságban, a következő szezonban pedig huszonegyszer lépett pályára, immáron Manuel Pellegrini irányítása alatt. 2011. augusztus 21-én lejáró szerződését nem hosszabbította meg, majd 2012. február 4-én a magyar Diósgyőri VTK csapatához igazolt. 2013 júniusában vonult vissza. 

### Edzőként
A 2016-17-es szezonban hazájában a Centro de Deportes El Palo vezetőedzője volt. 2018. április 23-án ő váltotta a menesztett Bódog Tamást a Diósgyőr kispadján.
Az első évben hat mérkőzésen ült a kispadon, és benntartotta a DVTK-t.  A 2018/2019-es idényben végig ő irányította a DVTK-t, és ismét meghosszabbította az élvonalbeli tagságot.  A következő idényt egy győzelemmel és négy vereséggel kezdte a DVTK, ezzel a tabella utolsó helyén állt, így a klub vezetősége 2019. szeptember 3-án menesztette a spanyol edzőt.

## Sikerei, díjai
Real Betis
- Copa Del Rey győztes: 2004-05